# The Gun Woman
The Gun Woman er en amerikansk stumfilm fra 1918 af Frank Borzage.

## Medvirkende
- Texas Guinan
- Ed Brady
- Francis McDonald
- Walter Perkins
- Frank Borzage